# Faurea saligna

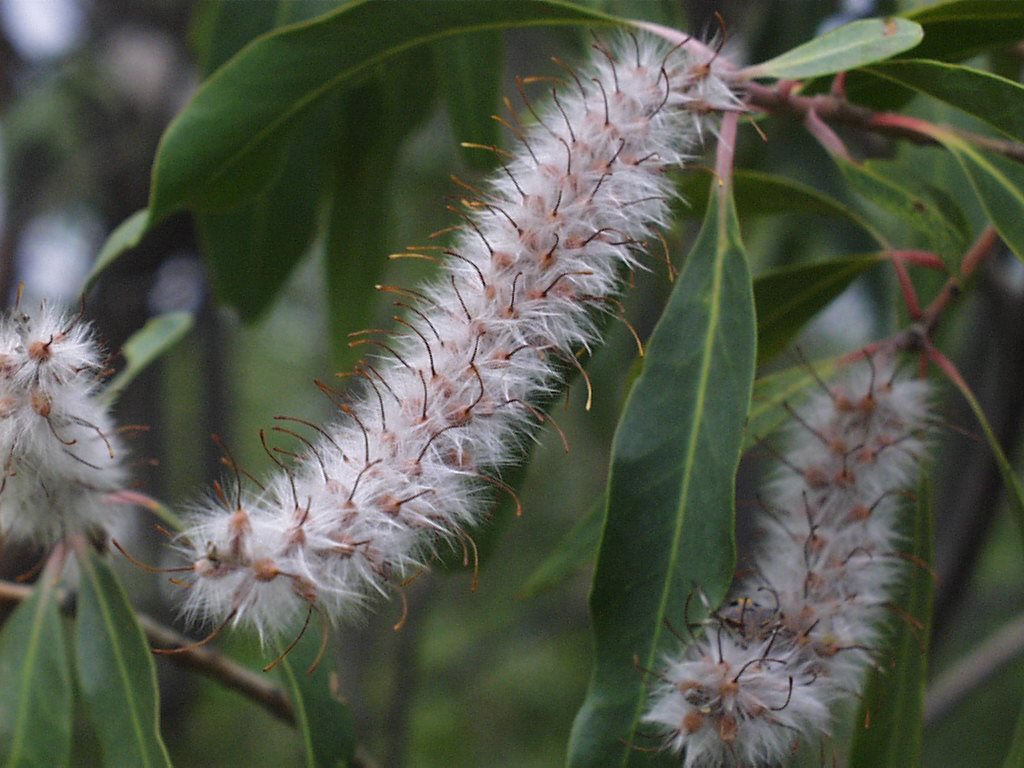
Espigas y núculas

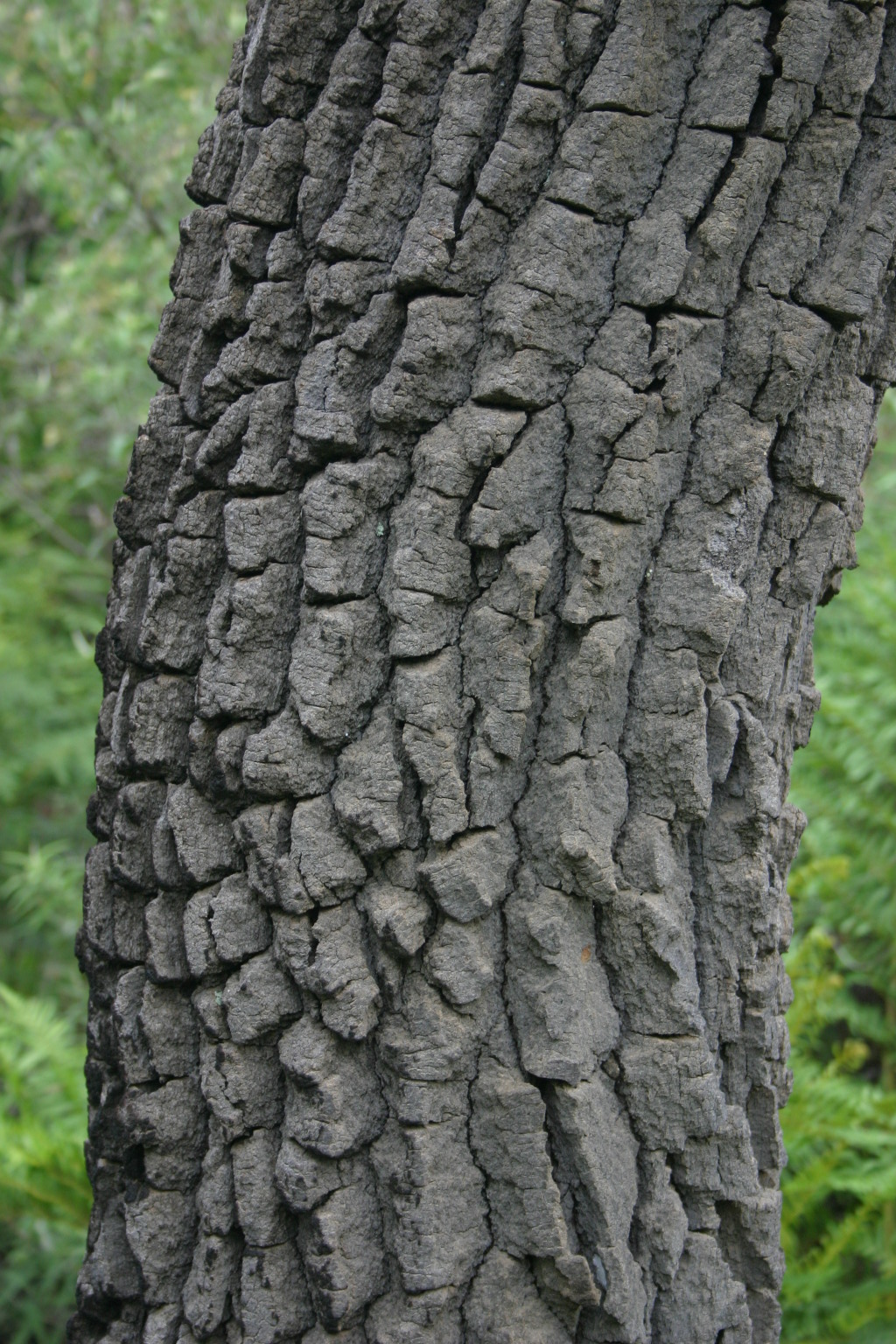
Corteza

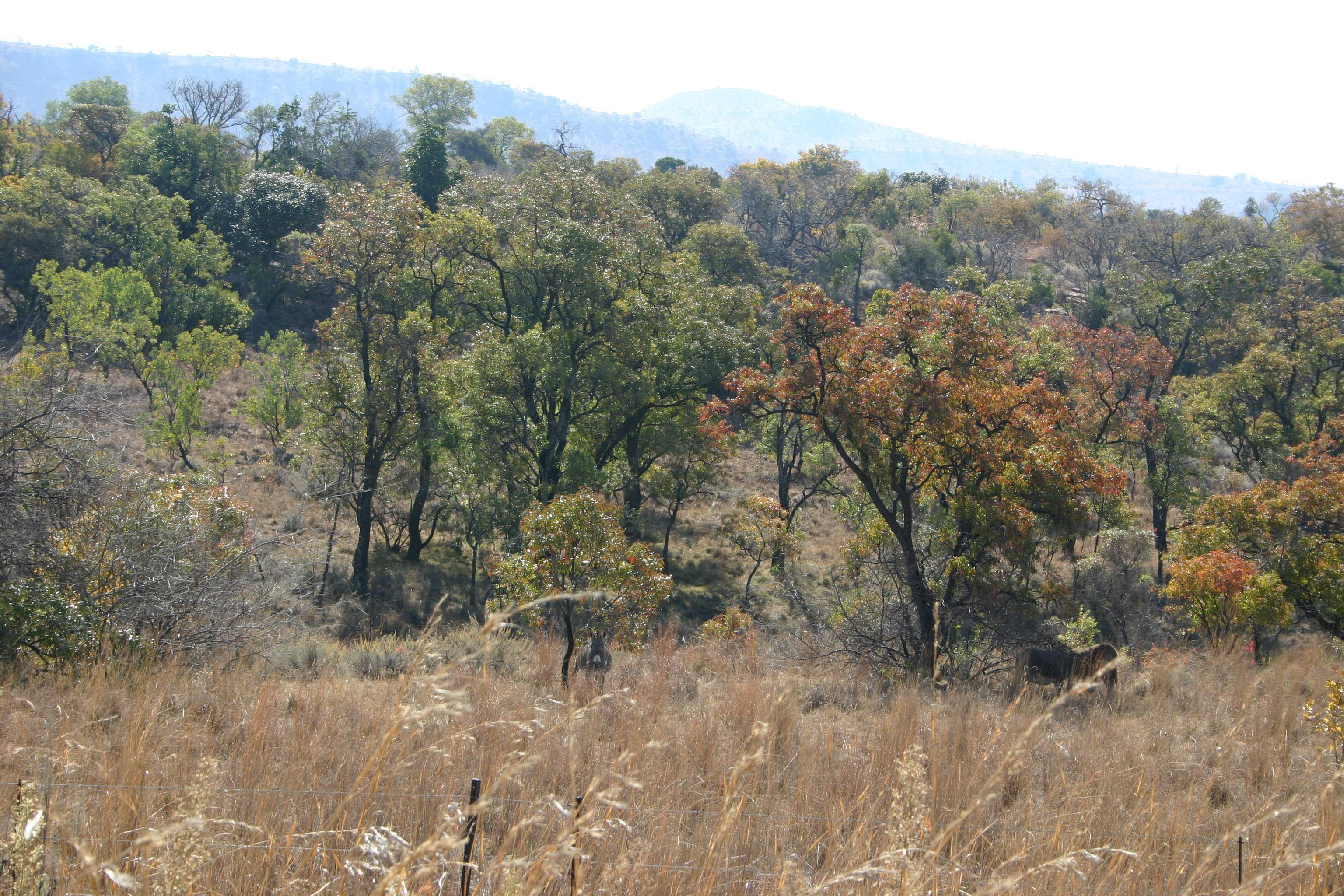
Color de otoño

Faurea saligna es un elegante árbol semi-caducifolio de la familia Proteaceae.

## Distribución y hábitat
Alcanza un tamaño de unos 10 metros, o de hasta 20 metros por debajo del bosque. Se encuentra desde el África tropical al sur del Transvaal, Suazilandia y Natal, a menudo formando grandes comunidades en suelo de arena y junto a los lechos de los arroyos.

## Descripción
Es un árbol que alcanza un tamaño de hasta 17 (-20) m de altura, con tronco recto delgado y aspecto similar a un sauce; corteza de color gris oscuro a negro; madera de color amarillo pálido a rojo; hojas glaucas, glabras, con pecíolo largo (de 2 cm), agrupadas en los extremos de las ramillas.

## Ecología
Se encuentra en los bosques de	Brachystegia o pastizales; común como árboles dispersos; a una altitud de 700-1800 metros.
Su corteza es de color gris oscuro y es áspera y profundamente agrietada, mientras que las estrechas hojas caídas son una reminiscencia de un sauce (saligna significa como Salix). La madera fue muy apreciada para mobiliario.

## Taxonomía
Faurea saligna fue descrita por William Henry Harvey y publicado en London Journal of Botany 6: 373, t. 15. 1847.
Etimología
Faurea: nombre genérico que fue otorgado por William Henry Harvey en honor de William Caldwell Faure (1822-1844), un joven soldado y entusiasta botánico que fue asesinado en la India, y que era hijo de un ministro de la Iglesia reformada neerlandesa en la Ciudad del Cabo. Faure había acompañado a Harvey en numerosas excursiones botánicas, y había dejado el Cabo por la India en 1844 tras haber recibido una comisión de servicio militar de la Compañía Británica de las Indias Orientales. Contrajo el cólera al llegar y tuvo la suerte de recuperarse. Unos meses más tarde y en compañía de un par de compañeros de armas, fue baleado por un francotirador mientras cruzaba un barranco en un parche de bosque, en el camino de volver a incorporarse a su regimiento. Murió unas doce horas después.
saligna: epíteto latíno que significa "como el sauce".
Sinonimia
- Faurea gilletii De Wild.
- Faurea usambarensis Engl.[4]